# سان جیوستینو
سان جیوستینو (به ایتالیایی: San Giustino) یک کومونه در ایتالیا است که در استان پروجا واقع شده‌است. سان جیوستینو ۸۰٫۷ کیلومتر مربع مساحت و ۱۰٬۸۹۲ نفر جمعیت دارد و ۳۳۶ متر بالاتر از سطح دریا واقع شده‌است.

## خواهرخوانده
شهرهای Prudnik و Gmina Prudnik خواهرخوانده‌های سان جیوستینو هستند.